# Протекторат побережья Нигера
Протекторат побережья Нигера (англ. Niger Coast Protectorate) — бывший британский протекторат в районе Риверс (Нефтяные реки) современной Нигерии, изначально созданный как Протекторат Масляных Рек (Протекторат Ойл-риверс, Oil Rivers Protectorate; часть прибрежной территории от Лагоса до Камеруна) в 1881 году и подтверждённый на Берлинской конференции в 1885 году, переименован 12 мая 1893 года, 1 января 1900 года объединён с территориями Королевской Нигерской компании для создания колонии Южная Нигерия.
Административным центром протектората был город Калабар.

## См. также

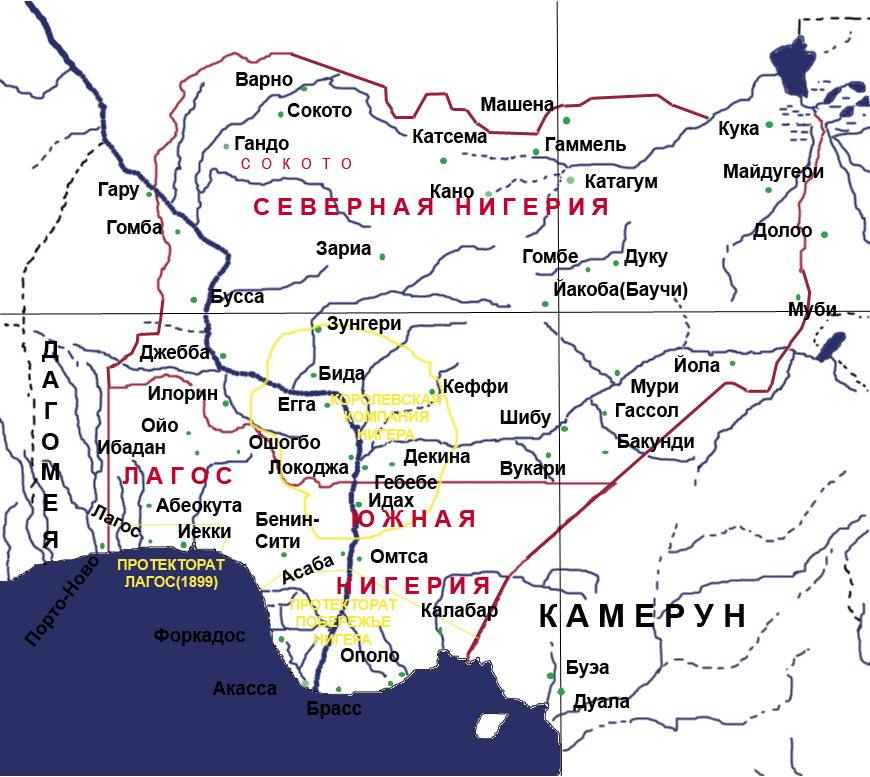
Карта протектората на 1899 год